# Conteville-lès-Boulogne
Conteville-lès-Boulogne – miejscowość i gmina we Francji, w regionie Hauts-de-France, w departamencie Pas-de-Calais.
Według danych na rok 1990 gminę zamieszkiwało 437 osób, a gęstość zaludnienia wynosiła 208 osób/km² (wśród 1549 gmin regionu Nord-Pas-de-Calais Conteville-lès-Boulogne plasuje się na 828. miejscu pod względem liczby ludności, natomiast pod względem powierzchni na miejscu 904.).